# Ricerca della coppa rubata
La Ricerca della coppa rubata è un dipinto a olio su tavola (26x19 cm) di Bacchiacca, databile al 1515-1516 circa e conservato nella Galleria Borghese di Roma. La tavola faceva parte della decorazione della Camera nuziale Borgherini.

## Storia
A partire dal 1515 circa Salvi Borgherini fece decorare la camera nuziale di suo figlio Pierfrancesco e della consorte Margherita Acciaiuoli con una boiserie e mobilio intagliato da Baccio d'Agnolo, progettista anche del palazzo dove si trovava l'insieme, il tutto decorato da una serie di pannelli figurati di Pontormo, Francesco Granacci e, in una fase immediatamente successiva, Andrea del Sarto e il Bacchiacca.
Il tema era quello delle Storie di Giuseppe ebreo, eroe virtuoso e casto spesso raffigurato come esempio per le giovani coppie. Bacchiacca dipinse sei tavolette, due di forma allungata, oggi a Londra, e quattro pannelli più piccoli, oggi nella Galleria Borghese a Roma.
Il risultato era così straordinario che nel 1529 la Signoria voleva farne dono a Francesco I di Francia, ma Margherita Acciaiuoli negò la richiesta di acquisto seccamente.
Gli eredi della coppia però non ressero molto alle lusinghe e fu così che nel 1584 Francesco I de' Medici ottenne le tavole di Andrea del Sarto e di Granacci, che sono agli Uffizi e alla Galleria Palatina, mentre le altre andarono disperse tra collezioni romane e fiorentine, e si trovano oggi divise tra la National Gallery di Londra (tutte le tavole di Pontormo e due di Bacchiacca) e la Galleria Borghese di Roma (le quattro piccole tavole di Bacchiacca).

## Descrizione e stile
Ritrovati i suoi fratelli, che tanti anni prima l'avevano veduto come schiavo, Giuseppe, senza farsi riconoscere, li riempie di regali e chiede loro di tornare in Egitto col padre e col fratello più piccolo perché desidera ricongiungere la sua famiglia nella terra in cui è diventato uno dei più importanti funzionari del faraone. Ma siccome al viaggio successivo essi si presentano col piccolo Beniamino ma non col padre Giacobbe, Giuseppe è costretto a escogitare un piano per ottenere quello che desidera.
Fa dunque nascondere la coppa d'argento del sovrano nel sacco di Beniamino, in modo da poterlo trattenere a sé come schiavo, facendo sì che la prossima volta il padre, tanto attaccato al figlio minore, venga in viaggio. La scena della Ricerca della coppa rubata (Genesi 44, 6) mostra un gruppo di armati che ferma la carovana dei fratelli di Giuseppe, bloccandoli e facendo scendere Beniamino dal mulo che lo trasporta.
Compressi nel poco spazio, le numerose figure stanno accalcate in una varietà di pose, ma senza allontanarsi troppo dalla tradizione, come dimostra la sostanziale isocefalia. La tecnica pittorica è invece più aggiornata, con l'uso di colori brillanti e effetti cangianti, nonché un uso accentuato delle sfumature per restituire effetti di volume.
Il paesaggio, con una città murata vicina a una radura con alberi, è dipinto nel solco della tradizione centro-italiana.